# Asclepias rubra

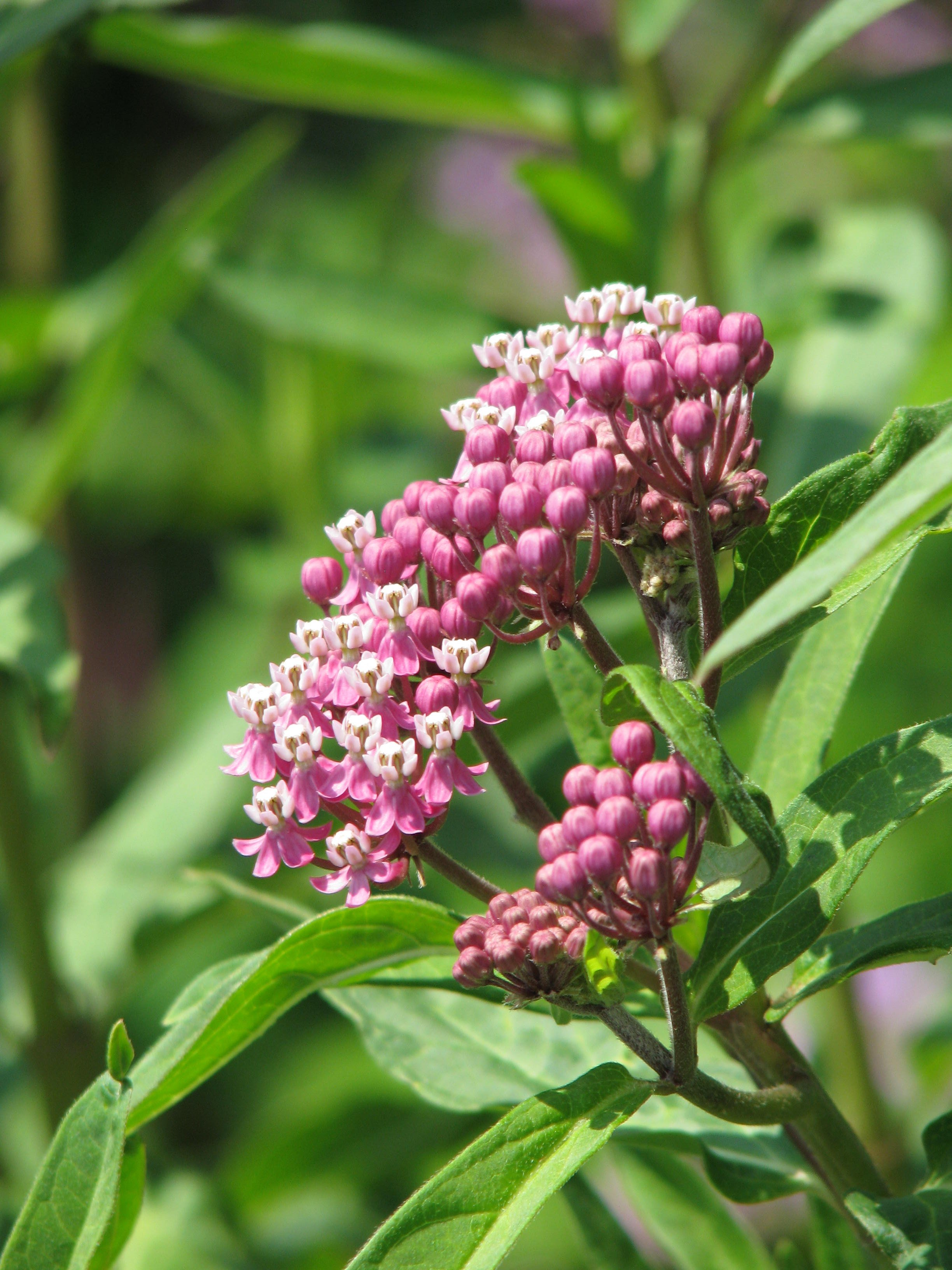
Blütenstände

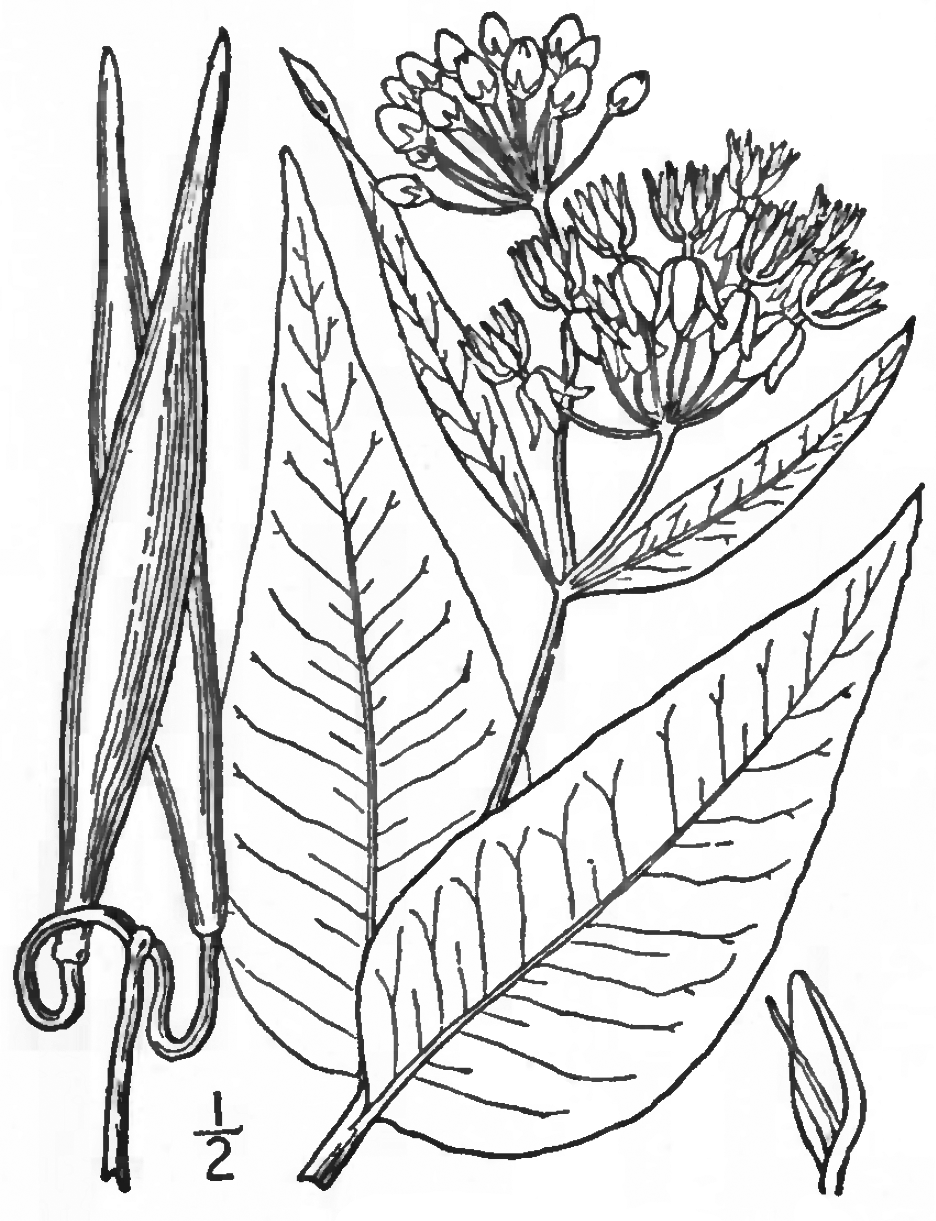
Samenstände, Blätter, Blütenstände und Detail der Nebenkrone (aus An Illustrated Flora of the Northern United States, Canada and the British Possessions von 1913)

Asclepias rubra (engl. Red Milkweed, Red Silkweek, Tall Pink Bog Milkweed, Purple Savanna Milkweed u. a.) ist eine Pflanzenart der Gattung Seidenpflanzen (Asclepias) aus der Unterfamilie der Seidenpflanzengewächse (Asclepiadoideae).

## Merkmale

### Vegetative Merkmale
Asclepias rubra ist eine ausdauernde, krautige Pflanze Die Stängel sind schlank, 40 bis 100 cm hoch und unverzweigt. Sie sind kahl oder eher unscheinbar filzig behaart, der Filz verläuft in Linien von den Blattachseln hinab. Die ungestielten Blätter sind breit-eiförmig bis schmal-lanzettlich. Der Apex der Spreite ist zugespitzt, die Basis gerundet bis leicht herzförmig. Sie sind festhäutig bis ledrig und 5 bis 16 cm lang und 1 bis 6,5 cm breit. Die Oberseite ist dunkelgrün, die Unterseite graugrün. Die Blätter sind ganzrandig.

### Blütenstand und Blüten
Die Blütenstände sind endständig oder entspringen den obersten Nodien. Endständige Blütenstände sind meist paarig angelegt, insgesamt werden ein bis vier Blütenstände angelegt. Sie haben einen Durchmesser von 3 bis 5 cm und enthalten jeweils einige bis viele Blüten. Die Schäfte sind 3 bis 10 cm lang. Die Blüten sind von mittlerer Größe. Die Blütenstiele sind 1 bis 1,5 cm lang. Die kahlen Kelchblätter sind lanzettlich-dreieckig und etwa 3 mm lang. Die Krone ist radförmig mit zurück gebogenen Kronblättern. Die Kronblattzipfel sind matt rot, pink-, lavendel- bis purpurfarben und 8 bis 9 mm lang. Das Gynostegium ist gestielt mit einem zylindrischen, etwa 2 mm hohen und breiten Stiel. Die Nebenkronblätter sind lanzettlich und zugespitzt, etwa 6 bis 7 mm lang. Sie sind cremefarben mit pinker Tönung oder purpurfarben. Der hornförmige Sekundärfortsatz ist nadelförmig und etwas kürzer als die Nebenkronblätter. Sie ragen über die Enden der Nebenkronblätter hinaus und neigen sich über den Griffelkopf. Der Griffelkopf ist schmal-konisch und etwa 3 mm lang und ebenso viel breit. Er hat ganzrandige oder nur sehr gering eingeschnittene Flügel.

### Früchte und Samen
Die Balgfrüchte stehen aufrecht auf abwärts gebogenen Stielen. Sie sind dünn-spindelförmig, etwa 8 bis 12 cm lang und 1,5 cm dick. Die kahle Außenseite ist glatt. Die Samen sind breit-eiförmig, etwa 7 mm lang mit einem 4 cm langen weißen Haarschopf.

## Geographische Verbreitung und Ökologie
Das Verbreitungsgebiet erstreckt sich über die US-amerikanischen Bundesstaaten Alabama, Delaware, Georgia, Louisiana, Maryland, New Jersey und Texas. 
Die Pflanzen wachsen dort in Mooren, Sümpfen, feuchten Wiesen und niedrigen Kiefernwälder auf sandigen, nährstoffarmen Böden. Die Blütezeit ist von Mai bis August.

## Taxonomie und Systematik
Die Art wurde 1753 durch Carl von Linné erstmals klassifiziert.